# Bill Evans (Saxophonist)

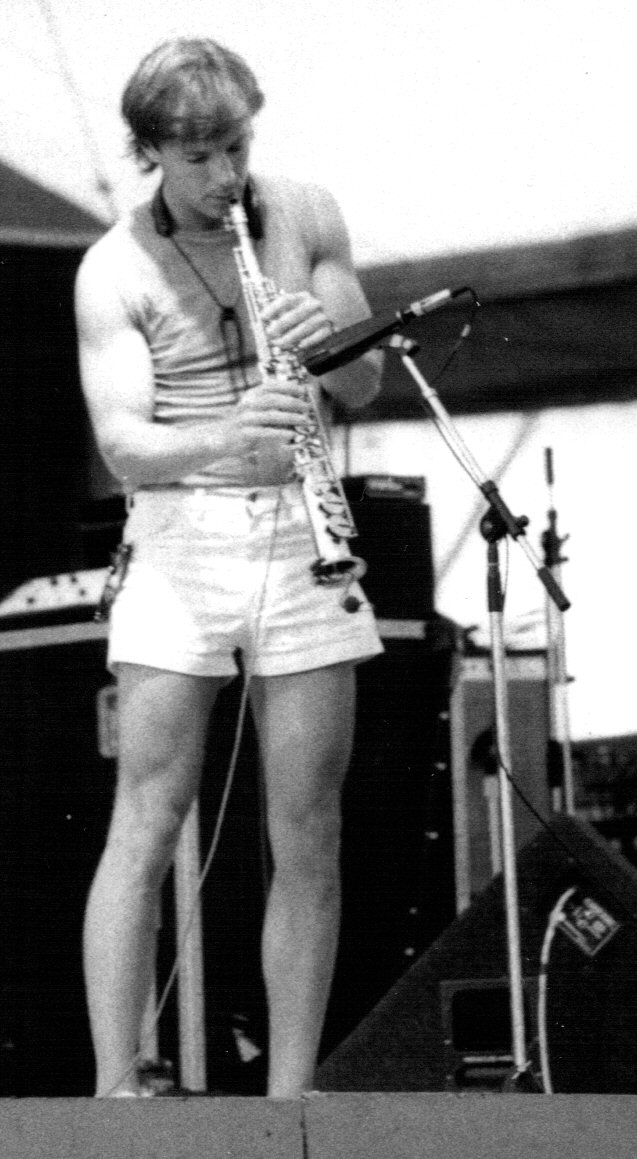
Bill Evans (1986)

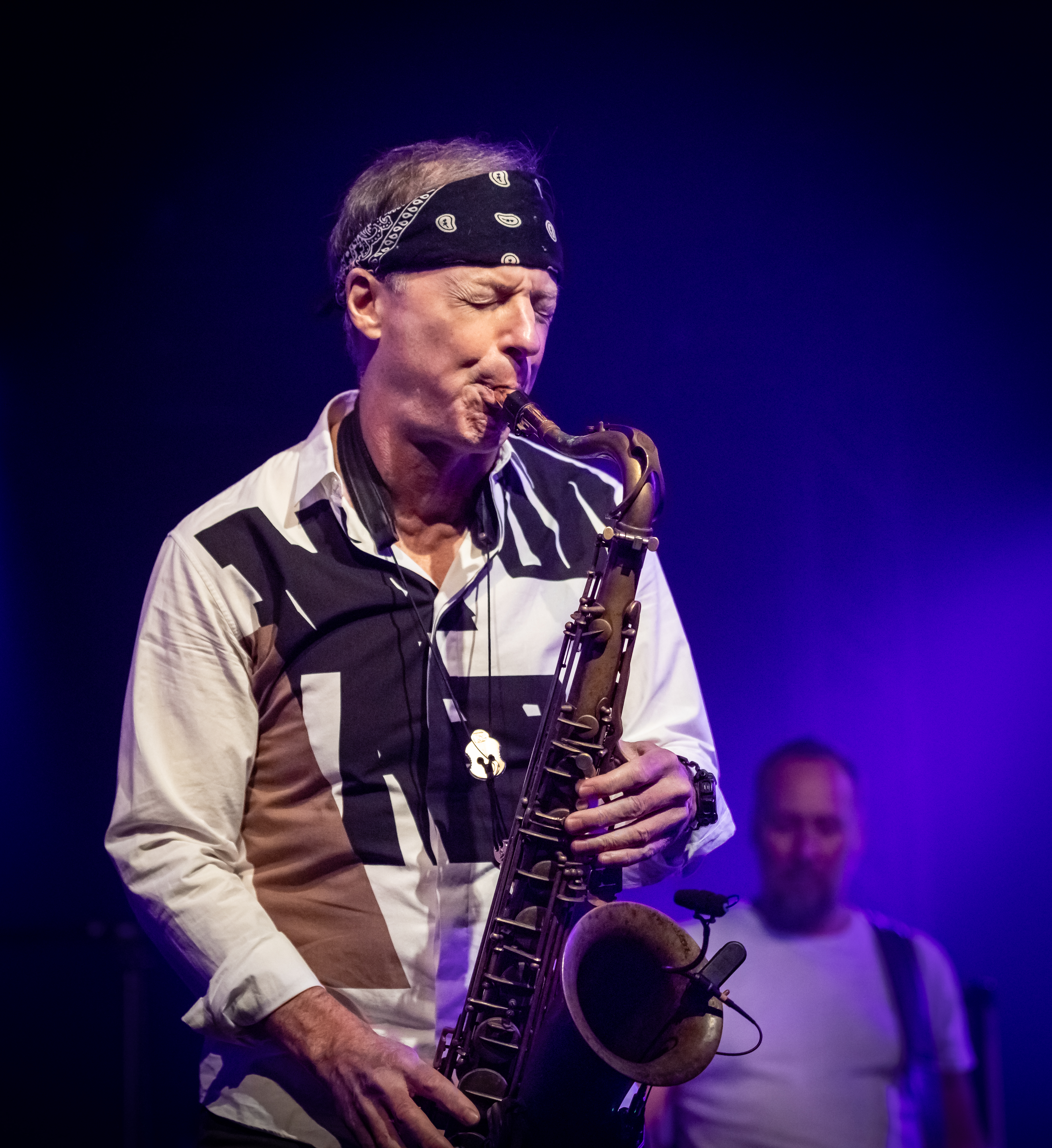
Bill Evans live @ Leverkusener Jazztage 2019

Bill Evans (William D. Evans) (* 9. Februar 1958 in Clarendon Hills, Illinois) ist ein US-amerikanischer Jazz- und Pop-Saxophonist.

## Leben und Wirken
Evans hatte Klavierunterricht bei seinem Vater, lernte ab 11 Jahren Klarinette und studierte an der North Texas State University und am William Paterson College in New Jersey, wobei er gleichzeitig bei David Liebman in New York Stunden nahm und mit Musikern wie Thad Jones, Liebman, Joanne Brackeen und Art Blakey jammte. Anfang der 1980er Jahre spielte er mit Mark Egan und Danny Gottlieb bei Elements.
Seine Instrumente sind vor allem Tenor- und Sopransaxophon, aber er spielt bei seinen Auftritten auch Klavier und singt einzelne Stücke. Er erreichte große Bekanntheit als Sideman bei Miles Davis (1980 bis 1984) und spielt u. a. mit Randy Brecker, John Scofield, Les McCann, Lee Ritenour, Vinnie Colaiuta, Herbie Hancock, David Sanborn, Ron Carter, Mick Jagger, Victor Bailey, Dave Weckl, Dennis Chambers, Dino Betti van der Noot und Victor Wooten. Ab 1981 spielte er öfter mit der Band von Gil Evans. Ab 1984 war er Mitglied in John McLaughlins neu aufgelegtem Mahavishnu Orchestra.
Seit 2018 ist er mit der Formation Bill Evans & The Spy Killers (unter anderem Wolfgang Haffner, Claus Fischer und Simon Oslender) unterwegs.

## Diskografie (Auszug)
- Bill Evans – Living in the Crest of a Wave (1984, Electra/Musician) (Debütalbum)
- Bill Evans – The Alternative Man (1986, Blue Note)
- Bill Evans – Summertime (1989, Jazz City)
- Bill Evans – Let the Juice Loose – Live at the Tokyo Blue Note Vol 1 (1990, Jazz City)
- Bill Evans – The Gambler – Live at the Tokyo Blue Note Vol 2 (1991, Jazz City)
- Bill Evans – Petite Blonde (1992, Lipstick Records)
- Evans, Bailey, Chambers, Forman, Loeb – Petite Blonde (1992, Lipstick Records)
- Bill Evans – Push (1993, Lipstick Records)
- Bill Evans & Push – Live in Europe (1995, Lipstick Records)
- Bill Evans – Escape (1996, ESC Records, DE: Gold (German Jazz Award))[1]
- Bill Evans – Starfish & the Moon (1997, Escapade)
- Bill Evans – Touch (1998, ESC/EFA)
- Bill Evans – Soul Insider (2000, ESC/EFA, DE: Gold (German Jazz Award))
- Bill Evans – Big Fun (2003, ESC Records)
- Bill Evans – Soulgrass (2005, BHM Zyx)
- Bill Evans, Randy Brecker – Soulbop Band – Live (2005, BHM/Zyx)
- Bill Evans – The Other Side of Something (2007, intuition)
- Bill Evans – Vans Joint (2009, BHM/Zyx)
- Bill Evans – Dragonfly (2011, Billvann’s Music/BMI)
- Bill Evans feat. Etienne Mbappe, Wolfgang Haffner & WDR Big Band Cologne: The East End (Jazzline 2019)